# Rivalità calcistica Juventus-Napoli
La rivalità calcistica Juventus-Napoli è l'antagonismo calcistico che vede contrapposte le squadre della Juventus e del Napoli.
La rivalità mette di fronte i due club che vantano il maggiore numero di sostenitori nel Sud Italia: da una parte la Juventus, squadra torinese che ha saputo crearsi un vasto e trasversale seguito lungo tutta la penisola, e dall'altra il Napoli, emanazione della più grande città del Meridione e unica società di questa zona d'Italia ad avere partecipato in maniera pressoché stabile al massimo campionato italiano.
L'antagonismo esula inoltre dal contesto prettamente sportivo, portandosi appresso – essenzialmente da parte napoletana – il retaggio di questioni postunitarie. Il confronto tra Juventus e Napoli, in ragione delle proprie connotazioni socioculturali e geografiche, simili a quelle esistenti tra le regioni settentrionale e meridionale della Francia, è stato paragonato a Le Classique.

## Storia

### I primi anni

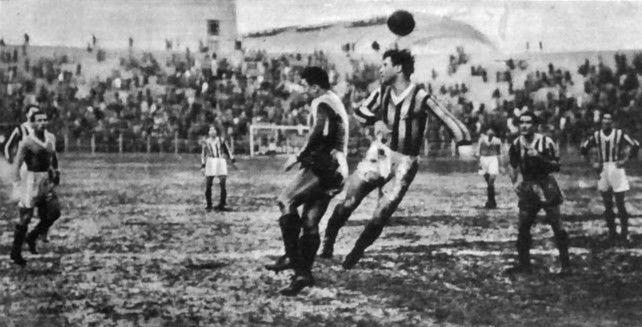
Da destra, in primo piano: Lo juventino Alfredo Foni respinge di testa sull'incursione del napoletano Carlo Buscaglia, nella gara del 15 dicembre 1935 allo stadio Partenopeo.

Pur se i primi incontri fra Juventus e Napoli ebbero luogo durante il campionato di Divisione Nazionale 1926-1927, è solo dalla metà degli anni 60 del XX secolo che sorsero le prime frizioni sportive tra le due squadre.
Il Napoli, neopromosso in Serie A nella stagione 1965-1966, si rinforzò prelevando dalla Juventus il numero dieci Omar Sívori, in rotta con l'allenatore Heriberto Herrera: tale acquisto, sommato a quello dell'ex milanista José Altafini, permise alla matricola campana di competere immediatamente ai vertici del campionato nella seconda metà del decennio. Proprio agli scontri tra Sívori e i suoi ex compagni è legato uno dei primi episodi di rilievo della contrapposizione bianconero-azzurra, quello nella gara del 1º dicembre 1968 al San Paolo, vinta 2-1 dai padroni di casa, in cui l'argentino venne fatto oggetto di una dura marcatura da parte del terzino juventino Erminio Favalli: dopo alcuni ripetuti scontri, Sívori sgambettò l'avversario scatenando così una rissa per la quale l'argentino verrà punito con sei turni di squalifica (tuttavia mai scontati poiché, appena tre giorni dopo, l'argentino annunciò l'addio al calcio giocato).

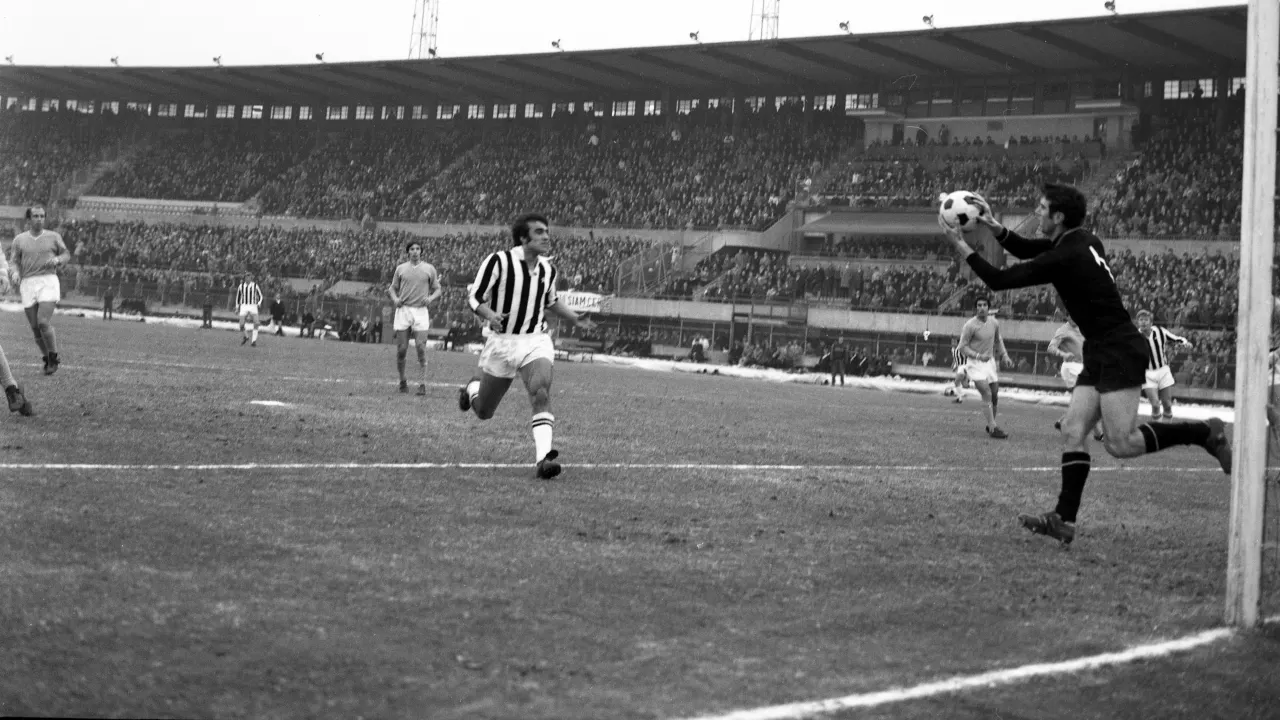
Da destra: il portiere azzurro – e futuro juventino – Dino Zoff anticipa l'attaccante bianconero Pietro Anastasi, nella gara dell'8 marzo 1970 al Comunale di Torino.

Il calciomercato tornò a far incrociare le due squadre nell'estate 1972 quando il Napoli, ritrovatosi sull'orlo del dissesto finanziario, per migliorare la propria situazione sacrificò Dino Zoff e Altafini cedendoli alla Vecchia Signora. Il campionato 1974-1975 vide bianconeri e azzurri tra i protagonisti. Nella gara di andata del 15 dicembre 1974 la Juventus travolse 6-2 i partenopei al San Paolo – in una partita che fece registrare la più alta affluenza di sempre in Italia con 90 736 spettatori –, mettendo a referto una tra le peggiori sconfitte casalinghe della compagine campana. Nella sfida di ritorno al Comunale di Torino, nel frattempo assurta a scontro diretto per lo scudetto essendo le due squadre separate da appena due lunghezze di distanza, nei minuti finali fu proprio l'ex di turno Altafini, subentrato dalla panchina, a siglare il decisivo 2-1 per i propri colori, una rete che assicurò de facto la vittoria del titolo ai bianconeri: l'episodio gli valse l'appellativo di core 'ngrato da parte dei tifosi partenopei.

### Dagli anni 1980 agli anni 2000
La rivalità tra i due club iniziò a guadagnare maggiore attenzione presso il tifo sportivo e la stampa specializzata a partire dagli anni 80, quando gli azzurri divennero, per la prima volta in maniera continuativa, un aspirante allo scudetto. Il decennio, costellato di fuoriclasse internazionali per la Serie A, si aprì con il campionato 1980-1981 che vide al rush finale una lotta al vertice tra la Juventus di Liam Brady e il Napoli di Ruud Krol, oltre alla Roma di Paulo Roberto Falcão: proprio lo scontro diretto della penultima giornata fu fatale ai partenopei, sconfitti al San Paolo da una Juventus di lì a breve scudettata e a cui nell'immediato bastò un autogol di Mario Guidetti. Nella stagione 1985-1986 il titolo sarà ancora appannaggio dei bianconeri, ora trascinati da Michel Platini, tuttavia gli azzurri, che avevano nel frattempo accolto Diego Armando Maradona tra le proprie file, mostrarono rinnovate ambizioni chiudendo il campionato al terzo posto: in particolare, nella gara al San Paolo del 3 novembre 1985 furono proprio i padroni di casa a stoppare l'iniziale cammino netto dei torinesi, reduci da otto vittorie consecutive, con una punizione «impossibile» del Pibe de Oro.

Da sinistra: l'argentino Diego Armando Maradona e il francese Michel Platini, numeri dieci rispettivamente di Napoli e Juventus nel corso degli anni 80, lasciano il terreno del San Paolo al termine della gara del 29 marzo 1987.

Nel campionato successivo la sfida di andata vide i sempre più competitivi campani violare 3-1 il Comunale, risultato che a posteriori sancirà simbolicamente il passaggio di consegne ai vertici della classifica, poi certificato a fine stagione quando Maradona e i suoi conquisteranno il loro primo scudetto. In quegli anni ebbero luogo anche gli unici due incontri in ambito confederale tra Juventus e Napoli, ritrovatesi di fronte nei quarti di finale della Coppa UEFA 1988-1989: i partenopei, sconfitti 0-2 a Torino, riuscirono a ribaltare le sorti del doppio confronto vincendo 3-0 il retour match del San Paolo, col gol decisivo di Alessandro Renica arrivato in extremis alla fine del secondo tempo supplementare; l'esito di quest'ultima gara sarà una tappa decisiva nel vittorioso cammino di Coppa degli azzurri, ma portò, per la prima volta, a pesanti schermaglie tra i due ambienti per via di un arbitraggio molto contestato da parte bianconera.
Con l'entrata nell'ultimo decennio del Novecento, le due squadre si ritrovarono subito contrapposte nella Supercoppa italiana 1990: una sfida passata anch'essa agli annali per via della goleada 5-1 rifilata a Napoli, dai padroni di casa, alla Juventus del neoacquisto Roberto Baggio. Tuttavia la gara rimarrà un episodio isolato nell'ottica della rivalità poiché agli inizi degli anni 90, con la fine del ciclo Maradona, i campani entrarono in una fase di profonda crisi sportivo-finanziaria sicché i piemontesi, rimasti ai vertici, condivisero le lotte per il titolo principalmente col Milan. Frattanto la crisi del Napoli si aggravò, dapprima con la retrocessione in Serie B del 1998 e poi con la ripartenza dalla Serie C1 dopo il fallimento societario nel 2004: fatti che portarono a un diradamento delle sfide tra bianconeri e azzurri. Anche la Juventus incapperà in guai sportivi a metà degli anni 2000 col coinvolgimento nello scandalo Calciopoli, che le costò, per la prima volta nella storia, il declassamento d'ufficio tra i cadetti: così le due squadre tornarono a incrociarsi nel campionato di Serie B 2006-2007, lottando stavolta ai piani alti della classifica per una promozione che entrambe raggiunsero a fine stagione.

### Anni 2010 e 2020

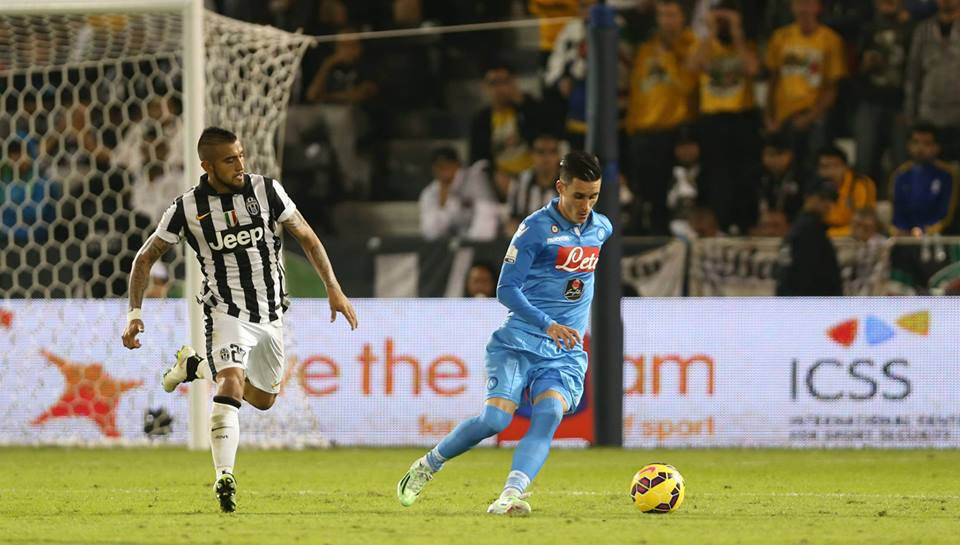
Da sinistra: lo juventino Arturo Vidal pressa il napoletano José María Callejón nel corso della Supercoppa italiana 2014 allo stadio Jassim bin Hamad di Doha.

Dopo qualche anno di assestamento, immediatamente successivi ai rispettivi ritorni in massima serie, la rivalità tornò in auge e anzi s'intensificò nel corso degli anni 2010, stante una Juventus tornata competitiva come da proprio blasone e un Napoli capace d'issarsi a contendente d'elezione dei bianconeri in questa fase storica, sopperendo anche alla contemporanea crisi del calcio milanese. Ulteriormente, il dualismo andò a esacerbarsi per questioni extrasportive: ciò unicamente da parte di frange del tifo azzurro, dove la passione calcistica si saldò sempre più a un certo neoborbonismo che tende a vedere nella contrapposizione sportiva Juventus-Napoli un calco di quella storica tra la Torino sabauda, centro politico e intellettuale del Risorgimento, e la Napoli borbonica.
Questo decennio di sfide si aprì con la vittoria azzurra nella Coppa Italia 2011-2012, sconfiggendo in finale proprio i bianconeri appena laureatisi campioni d'Italia, e proseguì con un ciclo-record di nove scudetti consecutivi per i piemontesi, spesso alle prese coi campani quali primi avversari: in particolare nelle edizioni 2015-2016 e ancor più 2017-2018, quest'ultimo un torneo che vide le due squadre fare corsa a sé rispetto al resto della classifica, con una volata finale chiusa a punteggi record e che premiò, ancora una volta, la Juventus solo in dirittura d'arrivo. Nel corso del decennio le due compagini monopolizzarono inoltre l'albo d'oro della Coppa Italia con sette affermazioni totali (quattro per i bianconeri e tre per gli azzurri) su dieci edizioni, compresa un'altra finale nell'edizione 2019-2020 che arrise nuovamente ai campani.

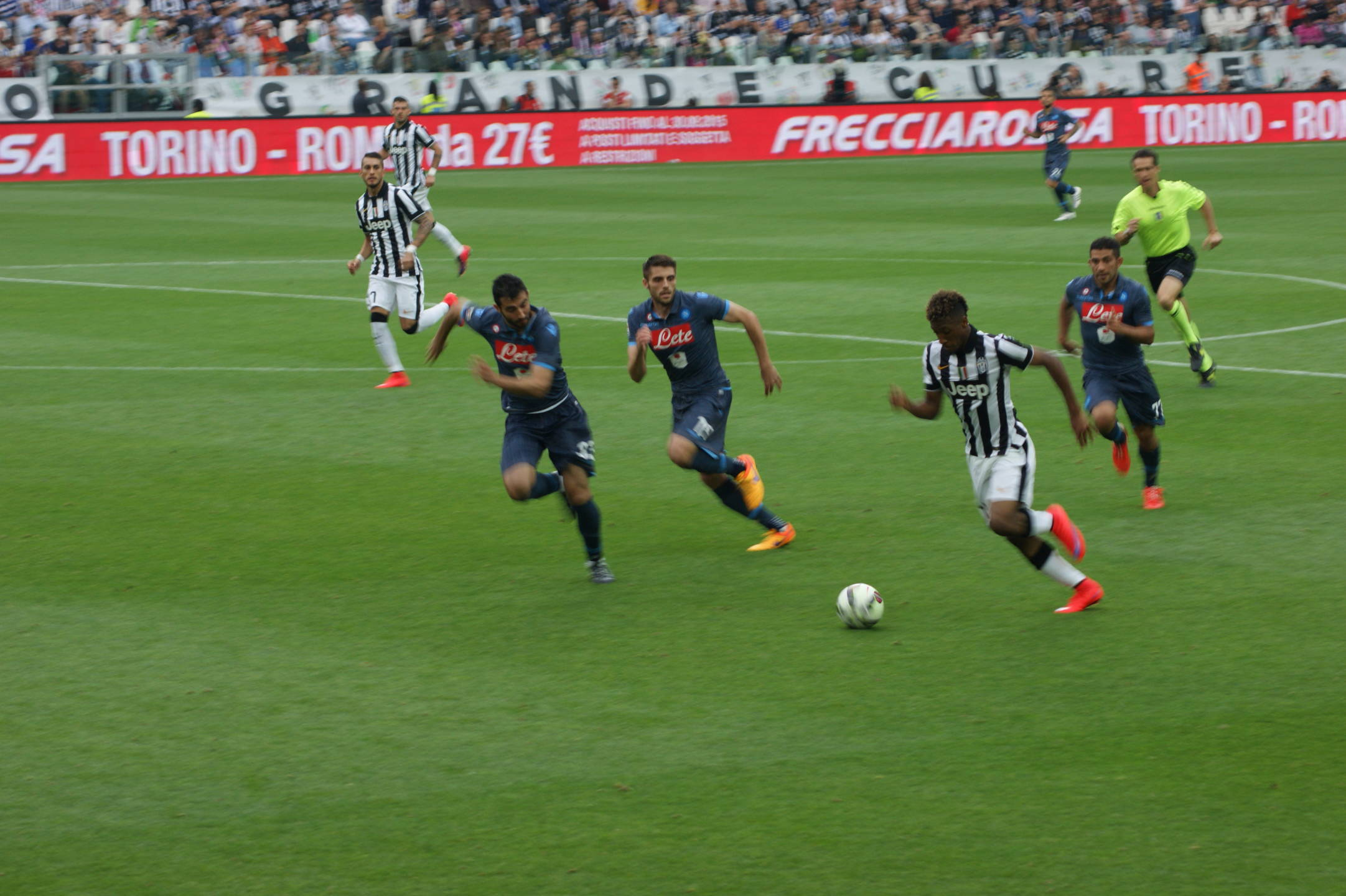
Gli azzurri inseguono il bianconero Kingsley Coman (in primo piano) nella gara allo Juventus Stadium del 23 maggio 2015.

La reiterazione del dualismo in questo decennio sfociò in frizioni sempre più profonde tra i due ambienti. In fatto di campo rimane plateale protesta del Napoli al termine della Supercoppa italiana 2012, persa proprio contro i bianconeri, in cui disertò la cerimonia di premiazione in polemica con l'arbitraggio della gara da loro ritenuto insufficiente; nondimeno fecero parlare il cambio di casacca del numero nove Gonzalo Higuaín nel 2016, strappato dalla Juventus agli azzurri con una cifra (all'epoca) record nella storia del calcio italiano, e l'approdo dell'ex allenatore napoletano Maurizio Sarri sulla panchina torinese nel 2019, episodi entrambi che portarono a roventi polemiche in seno alle tifoserie.
Sul fronte calcistico, il decennio si chiuse con la finale della Coppa Italia 2019-2020 che vide il club partenopeo, guidato da Gennaro Gattuso, imporsi sulla Juventus di Sarri ai tiri di rigore, mentre gli anni 20 si aprirono con la Supercoppa italiana 2020, in cui stavolta gli uomini di Gattuso dovettero soccombere ai bianconeri nel frattempo passati in mano ad Andrea Pirlo. Nella stagione 2022-2023, quella del terzo scudetto partenopeo, gli azzurri s'impongono in goleada 5-1 a Napoli e 0-1 a Torino, vincendo sia l'andata sia il ritorno per la terza volta, a tredici anni dalla precedente.

## Statistiche

### Bilancio complessivo
Dati aggiornati al 25 gennaio 2025.
|                     | Totale gare | Vittorie Juventus | Pareggi | Vittorie Napoli | Reti Juventus | Reti Napoli |
| Divisione Nazionale | 6           | 4                 | 1       | 1               | 21            | 3           |
| Serie A             | 158         | 71                | 49      | 38              | 228           | 177         |
| Serie B             | 2           | 1                 | 1       | 0               | 3             | 1           |
| Totale campionato   | 166         | 76                | 51      | 39              | 252           | 181         |
| Coppa Italia        | 12          | 5                 | 3       | 4               | 17            | 17          |
| Supercoppa italiana | 4           | 2                 | 1       | 1               | 9             | 9           |
| Totale nazionale    | 182         | 83                | 55      | 44              | 278           | 207         |
| Coppa UEFA          | 2           | 1                 | 0       | 1               | 2             | 3           |
| Totale ufficiale    | 184         | 84                | 55      | 45              | 280           | 210         |

### Marcatori
Nella tabella sono riportati i calciatori che abbiano segnato almeno 6 reti negli incontri tra le due squadre.
| Pos. | Giocatore            | Squadra                  | Reti |
| ---- | -------------------- | ------------------------ | ---- |
| 1    | Alessandro Del Piero | Juventus                 | 11   |
| 2    | Felice Borel         | Juventus                 | 10   |
| 2    | Antonio Vojak        | Juventus (6), Napoli (4) | 10   |
| 4    | Gonzalo Higuaín      | Napoli (3), Juventus (6) | 9    |
| 5    | Giampiero Boniperti  | Juventus                 | 8    |
| 5    | Marek Hamšík         | Napoli                   | 8    |
| 5    | John Hansen          | Juventus                 | 8    |
| 8    | Carlo Buscaglia      | Napoli                   | 7    |
| 8    | Careca               | Napoli                   | 7    |
| 8    | Omar Sívori          | Juventus                 | 7    |
| 11   | José Altafini        | Napoli (4), Juventus (2) | 6    |
| 11   | Hasse Jeppson        | Napoli                   | 6    |
| 11   | Luís Vinício         | Napoli                   | 6    |

### Record
- Miglior vittoria della Juventus: Juventus-Napoli 8-0 (1926-1927);
- Miglior vittoria del Napoli: Napoli-Juventus 5-0 (1977-1978);
- Partita con più reti: Juventus-Napoli 8-0 (1926-1927), Juventus-Napoli 5-3 (1931-1932), Napoli-Juventus 2-6 (1974-1975) e Juventus-Napoli 3-5 (1988-1989);
- Pareggio con più reti: Napoli-Juventus 3-3 (1946-1947), Napoli-Juventus 3-3 (2006-2007, dopo i tempi supplementari) e Napoli-Juventus 3-3 (2011-2012);
- Miglior vittoria della Juventus fuori casa: Napoli-Juventus 0-4 (1960-1961) e Napoli-Juventus 2-6 (1974-1975);
- Miglior vittoria del Napoli fuori casa: Juventus-Napoli 1-3 (1957-1958), Juventus-Napoli 1-3 (1986-1987) e Juventus-Napoli 3-5 (1988-1989).

### Finali ufficiali
Nelle finali di trofei ufficiali (compresi i tornei da un solo incontro), le due squadre hanno fatto registrare i seguenti risultati:
- La Juventus ha prevalso due volte:
  - in Supercoppa italiana 2012 (Juventus-Napoli 4-2, dopo i tempi supplementari);
  - in Supercoppa italiana 2020 (Juventus-Napoli 2-0).
- Il Napoli ha prevalso quattro volte:
  - in Supercoppa italiana 1990 (Napoli-Juventus 5-1);
  - in Coppa Italia 2011-2012 (Juventus-Napoli 0-2);
  - in Supercoppa italiana 2014 (Juventus-Napoli 2-2, vittoria del Napoli dopo i tiri di rigore);
  - in Coppa Italia 2019-2020 (Napoli-Juventus 0-0, vittoria del Napoli dopo i tiri di rigore).

## Risultati
| Nº  | Data              | Stadio                             | Competizione                  | Squadra in casa | Risultato | Squadra in trasferta |
| --- | ----------------- | ---------------------------------- | ----------------------------- | --------------- | --------- | -------------------- |
| 1   | 21 novembre 1926  | Stadio Militare dell'Arenaccia     | Divisione Nazionale 1926-1927 | Napoli          | 0 – 3     | Juventus             |
| 2   | 6 marzo 1927      | Campo Juventus                     | Divisione Nazionale 1926-1927 | Juventus        | 8 – 0     | Napoli               |
| 3   | 23 dicembre 1928  | Campo Juventus                     | Divisione Nazionale 1928-1929 | Juventus        | 3 – 1     | Napoli               |
| 4   | 19 maggio 1929    | Stadio Militare dell'Arenaccia     | Divisione Nazionale 1928-1929 | Napoli          | 1 – 0     | Juventus             |
| 5   | 6 ottobre 1929    | Campo Juventus                     | Serie A 1929-1930             | Juventus        | 3 – 2     | Napoli               |
| 6   | 23 febbraio 1930  | Stadio Vesuvio                     | Serie A 1929-1930             | Napoli          | 2 – 2     | Juventus             |
| 7   | 23 novembre 1930  | Campo Juventus                     | Serie A 1930-1931             | Juventus        | 1 – 2     | Napoli               |
| 8   | 3 maggio 1931     | Stadio Giorgio Ascarelli           | Serie A 1930-1931             | Napoli          | 1 – 2     | Juventus             |
| 9   | 27 settembre 1931 | Campo Juventus                     | Serie A 1931-1932             | Juventus        | 5 – 3     | Napoli               |
| 10  | 7 febbraio 1932   | Stadio Giorgio Ascarelli           | Serie A 1931-1932             | Napoli          | 2 – 0     | Juventus             |
| 11  | 2 ottobre 1932    | Stadio Giorgio Ascarelli           | Serie A 1932-1933             | Napoli          | 1 – 0     | Juventus             |
| 12  | 5 marzo 1933      | Campo Juventus                     | Serie A 1932-1933             | Juventus        | 3 – 0     | Napoli               |
| 13  | 1º novembre 1933  | Stadio Giorgio Ascarelli           | Serie A 1933-1934             | Napoli          | 2 – 0     | Juventus             |
| 14  | 11 marzo 1934     | Stadio Municipale Benito Mussolini | Serie A 1933-1934             | Juventus        | 2 – 0     | Napoli               |
| 15  | 7 ottobre 1934    | Stadio Municipale Benito Mussolini | Serie A 1934-1935             | Juventus        | 2 – 1     | Napoli               |
| 16  | 24 febbraio 1935  | Stadio Partenopeo                  | Serie A 1934-1935             | Napoli          | 0 – 0     | Juventus             |
| 17  | 15 dicembre 1935  | Stadio Partenopeo                  | Serie A 1935-1936             | Napoli          | 0 – 1     | Juventus             |
| 18  | 12 aprile 1936    | Stadio Municipale Benito Mussolini | Serie A 1935-1936             | Juventus        | 2 – 2     | Napoli               |
| 19  | 27 settembre 1936 | Stadio Partenopeo                  | Serie A 1936-1937             | Napoli          | 0 – 1     | Juventus             |
| 20  | 31 gennaio 1937   | Stadio Municipale Benito Mussolini | Serie A 1936-1937             | Juventus        | 2 – 0     | Napoli               |
| 21  | 6 maggio 1937     | Stadio Partenopeo                  | Coppa Italia 1936-1937        | Napoli          | 2 – 1     | Juventus             |
| 22  | 10 ottobre 1937   | Stadio Municipale Benito Mussolini | Serie A 1937-1938             | Juventus        | 2 – 1     | Napoli               |
| 23  | 13 febbraio 1938  | Stadio Partenopeo                  | Serie A 1937-1938             | Napoli          | 1 – 1     | Juventus             |
| 24  | 9 ottobre 1938    | Stadio Municipale Benito Mussolini | Serie A 1938-1939             | Juventus        | 1 – 0     | Napoli               |
| 25  | 19 febbraio 1939  | Stadio Partenopeo                  | Serie A 1938-1939             | Napoli          | 4 – 1     | Juventus             |
| 26  | 7 gennaio 1940    | Stadio Partenopeo                  | Serie A 1939-1940             | Napoli          | 0 – 0     | Juventus             |
| 27  | 26 maggio 1940    | Stadio Municipale Benito Mussolini | Serie A 1939-1940             | Juventus        | 2 – 1     | Napoli               |
| 28  | 27 ottobre 1940   | Stadio Partenopeo                  | Serie A 1940-1941             | Napoli          | 2 – 2     | Juventus             |
| 29  | 16 febbraio 1941  | Stadio Municipale Benito Mussolini | Serie A 1940-1941             | Juventus        | 0 – 0     | Napoli               |
| 30  | 25 gennaio 1942   | Stadio Municipale Benito Mussolini | Serie A 1941-1942             | Juventus        | 1 – 1     | Napoli               |
| 31  | 7 giugno 1942     | Stadio Partenopeo                  | Serie A 1941-1942             | Napoli          | 4 – 1     | Juventus             |
| 32  | 9 giugno 1946     | Stadio Comunale di Torino          | Divisione Nazionale 1945-1946 | Juventus        | 6 – 0     | Napoli               |
| 33  | 28 luglio 1946    | Stadio della Liberazione           | Divisione Nazionale 1945-1946 | Napoli          | 1 – 1     | Juventus             |
| 34  | 27 ottobre 1946   | Stadio Comunale di Torino          | Serie A 1946-1947             | Juventus        | 1 – 0     | Napoli               |
| 35  | 23 marzo 1947     | Stadio della Liberazione           | Serie A 1946-1947             | Napoli          | 3 – 3     | Juventus             |
| 36  | 16 novembre 1947  | Stadio della Liberazione           | Serie A 1947-1948             | Napoli          | 0 – 0     | Juventus             |
| 37  | 22 aprile 1948    | Stadio Comunale di Torino          | Serie A 1947-1948             | Juventus        | 1 – 3     | Napoli               |
| 38  | 5 novembre 1950   | Stadio Comunale di Torino          | Serie A 1950-1951             | Juventus        | 3 – 2     | Napoli               |
| 39  | 18 marzo 1951     | Stadio della Liberazione           | Serie A 1950-1951             | Napoli          | 1 – 1     | Juventus             |
| 40  | 30 dicembre 1951  | Stadio della Liberazione           | Serie A 1951-1952             | Napoli          | 1 – 2     | Juventus             |
| 41  | 25 maggio 1952    | Stadio Comunale di Torino          | Serie A 1951-1952             | Juventus        | 1 – 1     | Napoli               |
| 42  | 18 gennaio 1953   | Stadio della Liberazione           | Serie A 1952-1953             | Napoli          | 3 – 2     | Juventus             |
| 43  | 31 maggio 1953    | Stadio Comunale di Torino          | Serie A 1952-1953             | Juventus        | 1 – 1     | Napoli               |
| 44  | 17 gennaio 1954   | Stadio della Liberazione           | Serie A 1953-1954             | Napoli          | 1 – 2     | Juventus             |
| 45  | 30 maggio 1954    | Stadio Comunale di Torino          | Serie A 1953-1954             | Juventus        | 3 – 2     | Napoli               |
| 46  | 31 ottobre 1954   | Stadio Comunale di Torino          | Serie A 1954-1955             | Juventus        | 1 – 1     | Napoli               |
| 47  | 23 marzo 1955     | Stadio della Liberazione           | Serie A 1954-1955             | Napoli          | 1 – 1     | Juventus             |
| 48  | 4 dicembre 1955   | Stadio della Liberazione           | Serie A 1955-1956             | Napoli          | 1 – 1     | Juventus             |
| 49  | 15 aprile 1956    | Stadio Comunale di Torino          | Serie A 1955-1956             | Juventus        | 0 – 1     | Napoli               |
| 50  | 23 dicembre 1956  | Stadio della Liberazione           | Serie A 1956-1957             | Napoli          | 1 – 2     | Juventus             |
| 51  | 28 aprile 1957    | Stadio Comunale di Torino          | Serie A 1956-1957             | Juventus        | 1 – 0     | Napoli               |
| 52  | 24 novembre 1957  | Stadio Comunale di Torino          | Serie A 1957-1958             | Juventus        | 1 – 3     | Napoli               |
| 53  | 20 aprile 1958    | Stadio della Liberazione           | Serie A 1957-1958             | Napoli          | 4 – 3     | Juventus             |
| 54  | 12 ottobre 1958   | Stadio Comunale di Torino          | Serie A 1958-1959             | Juventus        | 2 – 0     | Napoli               |
| 55  | 22 febbraio 1959  | Stadio della Liberazione           | Serie A 1958-1959             | Napoli          | 0 – 0     | Juventus             |
| 56  | 6 dicembre 1959   | Stadio del Sole                    | Serie A 1959-1960             | Napoli          | 2 – 1     | Juventus             |
| 57  | 17 aprile 1960    | Stadio Comunale di Torino          | Serie A 1959-1960             | Juventus        | 4 – 2     | Napoli               |
| 58  | 16 gennaio 1961   | Stadio Comunale di Torino          | Serie A 1960-1961             | Juventus        | 2 – 2     | Napoli               |
| 59  | 21 maggio 1961    | Stadio San Paolo                   | Serie A 1960-1961             | Napoli          | 0 – 4     | Juventus             |
| 60  | 4 novembre 1962   | Stadio Comunale di Torino          | Serie A 1962-1963             | Juventus        | 1 – 0     | Napoli               |
| 61  | 17 marzo 1963     | Stadio San Paolo                   | Serie A 1962-1963             | Napoli          | 0 – 0     | Juventus             |
| 62  | 19 settembre 1965 | Stadio Comunale di Torino          | Serie A 1965-1966             | Juventus        | 0 – 0     | Napoli               |
| 63  | 6 febbraio 1966   | Stadio San Paolo                   | Serie A 1965-1966             | Napoli          | 1 – 0     | Juventus             |
| 64  | 20 novembre 1966  | Stadio San Paolo                   | Serie A 1966-1967             | Napoli          | 0 – 1     | Juventus             |
| 65  | 2 aprile 1967     | Stadio Comunale di Torino          | Serie A 1966-1967             | Juventus        | 2 – 0     | Napoli               |
| 66  | 9 dicembre 1967   | Stadio Comunale di Torino          | Serie A 1967-1968             | Juventus        | 1 – 1     | Napoli               |
| 67  | 31 marzo 1968     | Stadio San Paolo                   | Serie A 1967-1968             | Napoli          | 1 – 2     | Juventus             |
| 68  | 1º dicembre 1968  | Stadio San Paolo                   | Serie A 1968-1969             | Napoli          | 2 – 1     | Juventus             |
| 69  | 6 aprile 1969     | Stadio Comunale di Torino          | Serie A 1968-1969             | Juventus        | 2 – 0     | Napoli               |
| 70  | 9 novembre 1969   | Stadio San Paolo                   | Serie A 1969-1970             | Napoli          | 1 – 0     | Juventus             |
| 71  | 8 marzo 1970      | Stadio Comunale di Torino          | Serie A 1969-1970             | Juventus        | 0 – 0     | Napoli               |
| 72  | 8 novembre 1970   | Stadio San Paolo                   | Serie A 1970-1971             | Napoli          | 1 – 0     | Juventus             |
| 73  | 7 marzo 1971      | Stadio Comunale di Torino          | Serie A 1970-1971             | Juventus        | 4 – 1     | Napoli               |
| 74  | 28 novembre 1971  | Stadio Comunale di Torino          | Serie A 1971-1972             | Juventus        | 2 – 2     | Napoli               |
| 75  | 19 marzo 1972     | Stadio San Paolo                   | Serie A 1971-1972             | Napoli          | 1 – 1     | Juventus             |
| 76  | 19 novembre 1972  | Stadio San Paolo                   | Serie A 1972-1973             | Napoli          | 1 – 1     | Juventus             |
| 77  | 17 marzo 1973     | Stadio Comunale di Torino          | Serie A 1972-1973             | Juventus        | 0 – 0     | Napoli               |
| 78  | 14 ottobre 1973   | Stadio San Paolo                   | Serie A 1973-1974             | Napoli          | 2 – 0     | Juventus             |
| 79  | 10 febbraio 1974  | Stadio Comunale di Torino          | Serie A 1973-1974             | Juventus        | 4 – 1     | Napoli               |
| 80  | 15 dicembre 1974  | Stadio San Paolo                   | Serie A 1974-1975             | Napoli          | 2 – 6     | Juventus             |
| 81  | 6 aprile 1975     | Stadio Comunale di Torino          | Serie A 1974-1975             | Juventus        | 2 – 1     | Napoli               |
| 82  | 4 gennaio 1976    | Stadio Comunale di Torino          | Serie A 1975-1976             | Juventus        | 2 – 1     | Napoli               |
| 83  | 18 aprile 1976    | Stadio San Paolo                   | Serie A 1975-1976             | Napoli          | 1 – 1     | Juventus             |
| 84  | 9 gennaio 1977    | Stadio San Paolo                   | Serie A 1976-1977             | Napoli          | 0 – 2     | Juventus             |
| 85  | 30 aprile 1977    | Stadio Comunale di Torino          | Serie A 1976-1977             | Juventus        | 2 – 1     | Napoli               |
| 86  | 18 settembre 1977 | Stadio San Paolo                   | Serie A 1977-1978             | Napoli          | 1 – 2     | Juventus             |
| 87  | 5 febbraio 1978   | Stadio Comunale di Torino          | Serie A 1977-1978             | Juventus        | 1 – 0     | Napoli               |
| 88  | 14 maggio 1978    | Stadio San Paolo                   | Coppa Italia 1977-1978        | Napoli          | 5 – 0     | Juventus             |
| 89  | 28 maggio 1978    | Stadio Comunale di Torino          | Coppa Italia 1977-1978        | Juventus        | 1 – 0     | Napoli               |
| 90  | 12 novembre 1978  | Stadio San Paolo                   | Serie A 1978-1979             | Napoli          | 0 – 0     | Juventus             |
| 91  | 18 marzo 1979     | Stadio Comunale di Torino          | Serie A 1978-1979             | Juventus        | 1 – 0     | Napoli               |
| 92  | 28 ottobre 1979   | Stadio Comunale di Torino          | Serie A 1979-1980             | Juventus        | 1 – 0     | Napoli               |
| 93  | 2 marzo 1980      | Stadio San Paolo                   | Serie A 1979-1980             | Napoli          | 0 – 0     | Juventus             |
| 94  | 25 gennaio 1981   | Stadio Comunale di Torino          | Serie A 1980-1981             | Juventus        | 1 – 1     | Napoli               |
| 95  | 17 maggio 1981    | Stadio San Paolo                   | Serie A 1980-1981             | Napoli          | 0 – 1     | Juventus             |
| 96  | 10 gennaio 1982   | Stadio San Paolo                   | Serie A 1981-1982             | Napoli          | 0 – 0     | Juventus             |
| 97  | 9 maggio 1982     | Stadio Comunale di Torino          | Serie A 1981-1982             | Juventus        | 0 – 0     | Napoli               |
| 98  | 3 ottobre 1982    | Stadio Comunale di Torino          | Serie A 1982-1983             | Juventus        | 3 – 0     | Napoli               |
| 99  | 6 febbraio 1983   | Stadio San Paolo                   | Serie A 1982-1983             | Napoli          | 0 – 0     | Juventus             |
| 100 | 25 settembre 1983 | Stadio Comunale di Torino          | Serie A 1983-1984             | Juventus        | 2 – 0     | Napoli               |
| 101 | 29 gennaio 1984   | Stadio San Paolo                   | Serie A 1983-1984             | Napoli          | 1 – 1     | Juventus             |
| 102 | 23 dicembre 1984  | Stadio Comunale di Torino          | Serie A 1984-1985             | Juventus        | 2 – 0     | Napoli               |
| 103 | 5 maggio 1985     | Stadio San Paolo                   | Serie A 1984-1985             | Napoli          | 0 – 0     | Juventus             |
| 104 | 3 novembre 1985   | Stadio San Paolo                   | Serie A 1985-1986             | Napoli          | 1 – 0     | Juventus             |
| 105 | 9 marzo 1986      | Stadio Comunale di Torino          | Serie A 1985-1986             | Juventus        | 1 – 1     | Napoli               |
| 106 | 9 novembre 1986   | Stadio Comunale Vittorio Pozzo     | Serie A 1986-1987             | Juventus        | 1 – 3     | Napoli               |
| 107 | 29 marzo 1987     | Stadio San Paolo                   | Serie A 1986-1987             | Napoli          | 2 – 1     | Juventus             |
| 108 | 13 dicembre 1987  | Stadio San Paolo                   | Serie A 1987-1988             | Napoli          | 2 – 1     | Juventus             |
| 109 | 17 aprile 1988    | Stadio Comunale Vittorio Pozzo     | Serie A 1987-1988             | Juventus        | 3 – 1     | Napoli               |
| 110 | 20 novembre 1988  | Stadio Comunale Vittorio Pozzo     | Serie A 1988-1989             | Juventus        | 3 – 5     | Napoli               |
| 111 | 1º marzo 1989     | Stadio Comunale Vittorio Pozzo     | Coppa UEFA 1988-1989          | Juventus        | 2 – 0     | Napoli               |
| 112 | 15 marzo 1989     | Stadio San Paolo                   | Coppa UEFA 1988-1989          | Napoli          | 3 – 0     | Juventus             |
| 113 | 1º aprile 1989    | Stadio San Paolo                   | Serie A 1988-1989             | Napoli          | 2 – 4     | Juventus             |
| 114 | 26 novembre 1989  | Stadio Comunale Vittorio Pozzo     | Serie A 1989-1990             | Juventus        | 1 – 1     | Napoli               |
| 115 | 25 marzo 1990     | Stadio San Paolo                   | Serie A 1989-1990             | Napoli          | 3 – 1     | Juventus             |
| 116 | 1º settembre 1990 | Stadio San Paolo                   | Supercoppa italiana 1990      | Napoli          | 5 – 1     | Juventus             |
| 117 | 6 gennaio 1991    | Stadio delle Alpi                  | Serie A 1990-1991             | Juventus        | 1 – 0     | Napoli               |
| 118 | 12 maggio 1991    | Stadio San Paolo                   | Serie A 1990-1991             | Napoli          | 1 – 1     | Juventus             |
| 119 | 20 ottobre 1991   | Stadio San Paolo                   | Serie A 1991-1992             | Napoli          | 0 – 1     | Juventus             |
| 120 | 8 marzo 1992      | Stadio delle Alpi                  | Serie A 1991-1992             | Juventus        | 3 – 1     | Napoli               |
| 121 | 4 ottobre 1992    | Stadio San Paolo                   | Serie A 1992-1993             | Napoli          | 2 – 3     | Juventus             |
| 122 | 7 marzo 1993      | Stadio delle Alpi                  | Serie A 1992-1993             | Juventus        | 4 – 3     | Napoli               |
| 123 | 5 dicembre 1993   | Stadio delle Alpi                  | Serie A 1993-1994             | Juventus        | 1 – 0     | Napoli               |
| 124 | 10 aprile 1994    | Stadio San Paolo                   | Serie A 1993-1994             | Napoli          | 0 – 0     | Juventus             |
| 125 | 18 settembre 1994 | Stadio San Paolo                   | Serie A 1994-1995             | Napoli          | 0 – 2     | Juventus             |
| 126 | 19 febbraio 1995  | Stadio delle Alpi                  | Serie A 1994-1995             | Juventus        | 1 – 0     | Napoli               |
| 127 | 1º ottobre 1995   | Stadio delle Alpi                  | Serie A 1995-1996             | Juventus        | 1 – 1     | Napoli               |
| 128 | 18 febbraio 1996  | Stadio San Paolo                   | Serie A 1995-1996             | Napoli          | 0 – 1     | Juventus             |
| 129 | 3 novembre 1996   | Stadio delle Alpi                  | Serie A 1996-1997             | Juventus        | 1 – 1     | Napoli               |
| 130 | 23 marzo 1997     | Stadio San Paolo                   | Serie A 1996-1997             | Napoli          | 0 – 0     | Juventus             |
| 131 | 9 novembre 1997   | Stadio San Paolo                   | Serie A 1997-1998             | Napoli          | 1 – 2     | Juventus             |
| 132 | 14 marzo 1998     | Stadio delle Alpi                  | Serie A 1997-1998             | Juventus        | 2 – 2     | Napoli               |
| 133 | 1º dicembre 1999  | Stadio San Paolo                   | Coppa Italia 1999-2000        | Napoli          | 1 – 3     | Juventus             |
| 134 | 16 dicembre 1999  | Stadio delle Alpi                  | Coppa Italia 1999-2000        | Juventus        | 1 – 0     | Napoli               |
| 135 | 30 settembre 2000 | Stadio San Paolo                   | Serie A 2000-2001             | Napoli          | 1 – 2     | Juventus             |
| 136 | 11 febbraio 2001  | Stadio delle Alpi                  | Serie A 2000-2001             | Juventus        | 3 – 0     | Napoli               |
| 137 | 27 agosto 2006    | Stadio San Paolo                   | Coppa Italia 2006-2007        | Napoli          | 3 – 3 1   | Juventus             |
| 138 | 6 novembre 2006   | Stadio San Paolo                   | Serie B 2006-2007             | Napoli          | 1 – 1     | Juventus             |
| 139 | 10 aprile 2007    | Stadio Olimpico di Torino          | Serie B 2006-2007             | Juventus        | 2 – 0     | Napoli               |
| 140 | 27 ottobre 2007   | Stadio San Paolo                   | Serie A 2007-2008             | Napoli          | 3 – 1     | Juventus             |
| 141 | 16 marzo 2008     | Stadio Olimpico di Torino          | Serie A 2007-2008             | Juventus        | 1 – 0     | Napoli               |
| 142 | 18 ottobre 2008   | Stadio San Paolo                   | Serie A 2008-2009             | Napoli          | 2 – 1     | Juventus             |
| 143 | 4 febbraio 2009   | Stadio Olimpico di Torino          | Coppa Italia 2008-2009        | Juventus        | 0 – 0 2   | Napoli               |
| 144 | 28 febbraio 2009  | Stadio Olimpico di Torino          | Serie A 2008-2009             | Juventus        | 1 – 0     | Napoli               |
| 145 | 31 ottobre 2009   | Stadio Olimpico di Torino          | Serie A 2009-2010             | Juventus        | 2 – 3     | Napoli               |
| 146 | 13 gennaio 2010   | Stadio Olimpico di Torino          | Coppa Italia 2009-2010        | Juventus        | 3 – 0     | Napoli               |
| 147 | 25 marzo 2010     | Stadio San Paolo                   | Serie A 2009-2010             | Napoli          | 3 – 1     | Juventus             |
| 148 | 9 gennaio 2011    | Stadio San Paolo                   | Serie A 2010-2011             | Napoli          | 3 – 0     | Juventus             |
| 149 | 22 maggio 2011    | Stadio Olimpico di Torino          | Serie A 2010-2011             | Juventus        | 2 – 2     | Napoli               |
| 150 | 29 novembre 2011  | Stadio San Paolo                   | Serie A 2011-2012             | Napoli          | 3 – 3     | Juventus             |
| 151 | 1º aprile 2012    | Juventus Stadium                   | Serie A 2011-2012             | Juventus        | 3 – 0     | Napoli               |
| 152 | 20 maggio 2012    | Stadio Olimpico                    | Coppa Italia 2011-2012        | Juventus        | 0 – 2     | Napoli               |
| 153 | 11 agosto 2012    | Stadio nazionale di Pechino        | Supercoppa italiana 2012      | Juventus        | 4 – 2     | Napoli               |
| 154 | 20 ottobre 2012   | Juventus Stadium                   | Serie A 2012-2013             | Juventus        | 2 – 0     | Napoli               |
| 155 | 1º marzo 2013     | Stadio San Paolo                   | Serie A 2012-2013             | Napoli          | 1 – 1     | Juventus             |
| 156 | 10 novembre 2013  | Juventus Stadium                   | Serie A 2013-2014             | Juventus        | 3 – 0     | Napoli               |
| 157 | 30 marzo 2014     | Stadio San Paolo                   | Serie A 2013-2014             | Napoli          | 2 – 0     | Juventus             |
| 158 | 22 dicembre 2014  | Stadio Jassim bin Hamad            | Supercoppa italiana 2014      | Juventus        | 2 – 2 3   | Napoli               |
| 159 | 11 gennaio 2015   | Stadio San Paolo                   | Serie A 2014-2015             | Napoli          | 1 – 3     | Juventus             |
| 160 | 23 maggio 2015    | Juventus Stadium                   | Serie A 2014-2015             | Juventus        | 3 – 1     | Napoli               |
| 161 | 26 settembre 2015 | Stadio San Paolo                   | Serie A 2015-2016             | Napoli          | 2 – 1     | Juventus             |
| 162 | 13 febbraio 2016  | Juventus Stadium                   | Serie A 2015-2016             | Juventus        | 1 – 0     | Napoli               |
| 163 | 29 ottobre 2016   | Juventus Stadium                   | Serie A 2016-2017             | Juventus        | 2 – 1     | Napoli               |
| 164 | 28 febbraio 2017  | Juventus Stadium                   | Coppa Italia 2016-2017        | Juventus        | 3 – 1     | Napoli               |
| 165 | 2 aprile 2017     | Stadio San Paolo                   | Serie A 2016-2017             | Napoli          | 1 – 1     | Juventus             |
| 166 | 5 aprile 2017     | Stadio San Paolo                   | Coppa Italia 2016-2017        | Napoli          | 3 – 2     | Juventus             |
| 167 | 1º dicembre 2017  | Stadio San Paolo                   | Serie A 2017-2018             | Napoli          | 0 – 1     | Juventus             |
| 168 | 22 aprile 2018    | Juventus Stadium                   | Serie A 2017-2018             | Juventus        | 0 – 1     | Napoli               |
| 169 | 29 settembre 2018 | Juventus Stadium                   | Serie A 2018-2019             | Juventus        | 3 – 1     | Napoli               |
| 170 | 3 marzo 2019      | Stadio San Paolo                   | Serie A 2018-2019             | Napoli          | 1 – 2     | Juventus             |
| 171 | 31 agosto 2019    | Juventus Stadium                   | Serie A 2019-2020             | Juventus        | 4 – 3     | Napoli               |
| 172 | 26 gennaio 2020   | Stadio San Paolo                   | Serie A 2019-2020             | Napoli          | 2 – 1     | Juventus             |
| 173 | 17 giugno 2020    | Stadio Olimpico                    | Coppa Italia 2019-2020        | Napoli          | 0 – 0 4   | Juventus             |
| 174 | 20 gennaio 2021   | Mapei Stadium                      | Supercoppa italiana 2020      | Juventus        | 2 – 0     | Napoli               |
| 175 | 13 febbraio 2021  | Stadio Diego Armando Maradona      | Serie A 2020-2021             | Napoli          | 1 – 0     | Juventus             |
| 176 | 7 aprile 2021     | Juventus Stadium                   | Serie A 2020-2021             | Juventus        | 2 – 1     | Napoli               |
| 177 | 11 settembre 2021 | Stadio Diego Armando Maradona      | Serie A 2021-2022             | Napoli          | 2 – 1     | Juventus             |
| 178 | 6 gennaio 2022    | Juventus Stadium                   | Serie A 2021-2022             | Juventus        | 1 – 1     | Napoli               |
| 179 | 13 gennaio 2023   | Stadio Diego Armando Maradona      | Serie A 2022-2023             | Napoli          | 5 – 1     | Juventus             |
| 180 | 23 aprile 2023    | Juventus Stadium                   | Serie A 2022-2023             | Juventus        | 0 – 1     | Napoli               |
| 181 | 8 dicembre 2023   | Juventus Stadium                   | Serie A 2023-2024             | Juventus        | 1 – 0     | Napoli               |
| 182 | 3 marzo 2024      | Stadio Diego Armando Maradona      | Serie A 2023-2024             | Napoli          | 2 – 1     | Juventus             |
| 183 | 21 settembre 2024 | Juventus Stadium                   | Serie A 2024-2025             | Juventus        | 0 – 0     | Napoli               |
| 184 | 25 gennaio 2025   | Stadio Diego Armando Maradona      | Serie A 2024-2025             | Napoli          | 2 – 1     | Juventus             |
| 185 | 7 dicembre 2025   | Stadio Diego Armando Maradona      | Serie A 2025-2026             | Napoli          |           | Juventus             |
| 186 | 25 gennaio 2026   | Juventus Stadium                   | Serie A 2025-2026             | Juventus        |           | Napoli               |

1 Risultato dopo i tempi supplementari, con vittoria del Napoli 5-4 dopo i tiri di rigore.

2 Risultato dopo i tempi supplementari, con vittoria della Juventus 4-3 dopo i tiri di rigore.

3 Risultato dopo i tempi supplementari, con vittoria del Napoli 6-5 dopo i tiri di rigore.

4 Risultato dopo i tempi supplementari, con vittoria del Napoli 4-2 dopo i tiri di rigore.